# Virgen de la Caridad de Sanlúcar
La Virgen de la Caridad de Sanlúcar (Nuestra Señora de la Caridad Coronada), es una imagen mariana que se halla en la localidad española de Sanlúcar de Barrameda, en la andaluza provincia de Cádiz. Se trata de la patrona y alcaldesa perpetua de dicha localidad. 
Es una pequeña imagen réplica de la Virgen de la Caridad de Illescas que Pedro Ribera Sarmiento llevaba consigo en sus viajes a principios del siglo XVII (hacia 1608) que, tras múltiples milagros alcanzó gran devoción en Sanlúcar de Barrameda y sus contornos. Los duques de Medina Sidonia, que por entonces ostentaban el título de señores de Sanlúcar, intervinieron ante tal ola de devoción y propiciaron que la Virgen se ubicara en un templo digno, pues hasta entonces se encontraba en un altar callejero en la plaza de la Ribera. Dicho templo, que por entonces estaba construyéndose bajo las trazas de Alonso de Vandelvira, era la Iglesia de Santa Ana, que pasó a llamarse Santuario de Ntra. Sra. de la Caridad. 
La fama milagrosa de la imagen pronto se extendió por el Señorío de Sanlúcar, el Condado de Niebla y el Ducado de Medina Sidonia, llegando a ser nombrada por el duque, patrona de todos sus estados. La devoción a la Caridad alcanzó por entonces en la zona un papel solo comparable al que luego adquirió la devoción a la Virgen del Rocío. 
Fue coronada canónicamente el 15 de agosto de 1965 por mandato del papa Pablo VI, llevándode a cabo por el Cardenal Bueno Monreal, Arzobispo de Sevilla. En 1990 el Ayuntamiento de Sanlúcar volvió a renovar el voto de alcaldesa perpetua concedido en 1919, y le entregó la medalla de oro de la Ciudad.
El 1 de agosto de 1997 el templo fue elevado a la dignidad de Basílica Menor por breve del papa Juan Pablo II, siendo consagrada y dedicada la iglesia por el obispo de Asidonia-Jerez Monseñor Rafael Bellido Caro.
Cuenta esta imagen de la Virgen con gran devoción en la localidad y en los alrededores. Todos los sábados del año se celebra una misa sabatina, y en los días previos a su fiesta se celebra una popularísima novena, con multitudinaria ofrenda de flores y aceite. El 14 de agosto un multitudinario rosario de la aurora abre el besamanos de la Patrona dando comienzo al Día de la Virgen: el 15 de agosto. En esta jornada la ciudad se llena de alegría y se viste de gala con adornos y alfombras de sal. La Solemne Eucaristía de la mañana da paso a la procesión vespertina en la que todo el pueblo contempla el discurrir de su Patrona bajo el magnífico templete barroco de plata y columnas salomónicas de ébano. Este día se convierte así en el día grande de esta localidad española.